# 마케도니아 르네상스

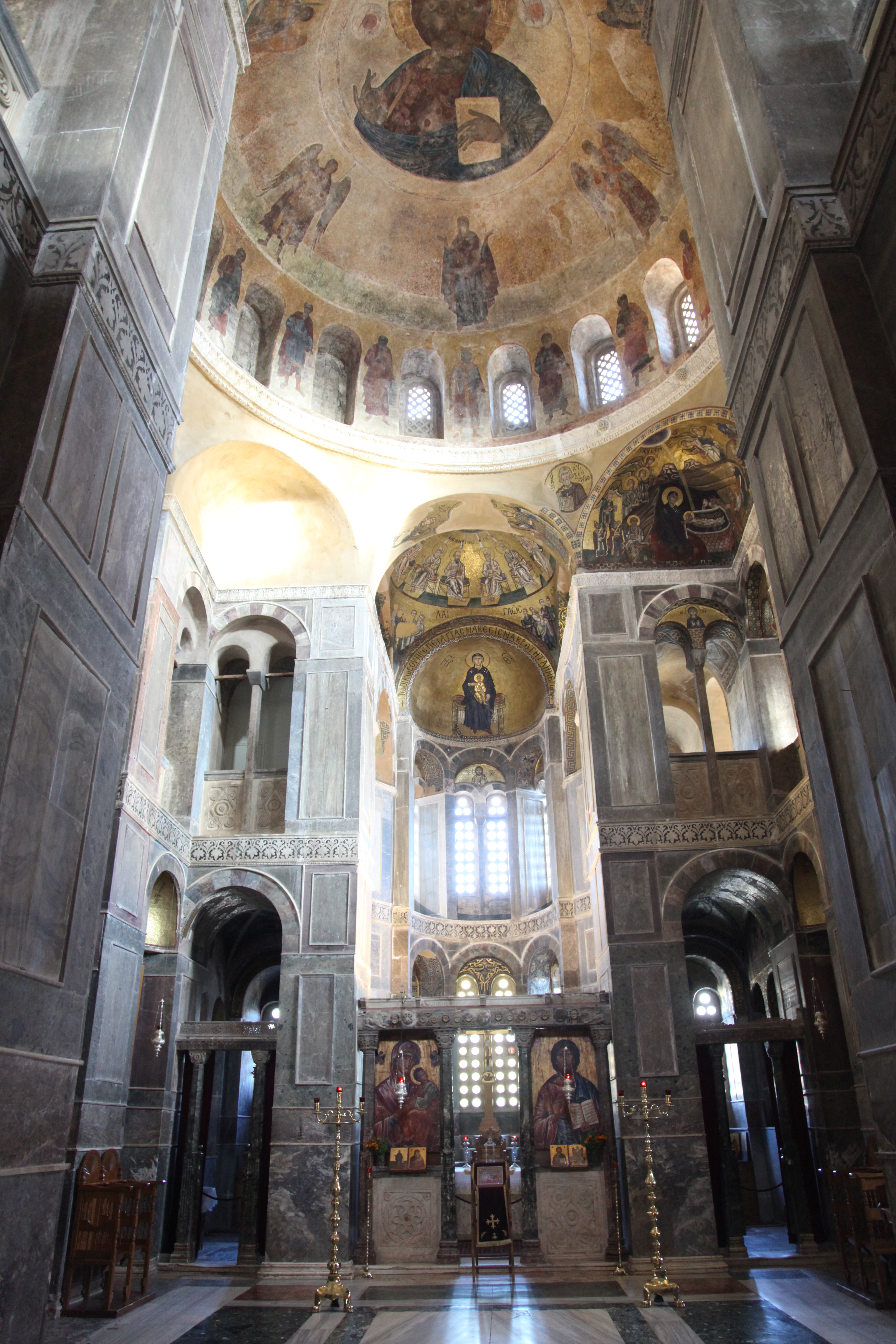

마케도니아 르네상스(Macedonian Renaissance)는 제국 제2의 문화 황금시대인 10세기의 마케도니아 왕조 문화를 말한다. 콘스탄티노플 대학은 863년 바르다스에 의해 재건되어 고전 부흥의 중심이 되고, 총주교 포티오스는 그리스 고전 문화 연구에 큰 공헌을 했다. 이 시대는 비잔틴 문화의 정점이며, 수이다스, 케파라스 등 위대한 학자가 나타나고, 백과전서적이기는 했으나 세련되어 있었다. 예술에 있어서도 성 마르코 교회에서 볼 수 있듯이 멀리 서구에까지 크게 영향을 주었다. 기조(基調)는 유스티니아누스 황제의 정신과 헬레니즘이며 다른 그리스도교 세계의 교육자가 되었다. 수도는 바로 이 르네상스를 구현하는 것이었다. 무역도 왕성해지고, 서구와 아시아의 접점(接點)으로서 이 시대 세계의 중심이었다.